# Glüsingen (Seevetal)
Glüsingen ist eine Ortschaft in der Gemeinde Seevetal im Landkreis Harburg in Niedersachsen. Er liegt 400 Meter westlich der Autobahn A1 und etwa 30 Kilometer südlich von Hamburg.

## Geschichte
Der Ort gehört seit dem 1. Juli 1972 zur Gemeinde Seevetal.
Glüsingen hatte am 30. November 2022 1050 Einwohner.

## Einzelnachweise

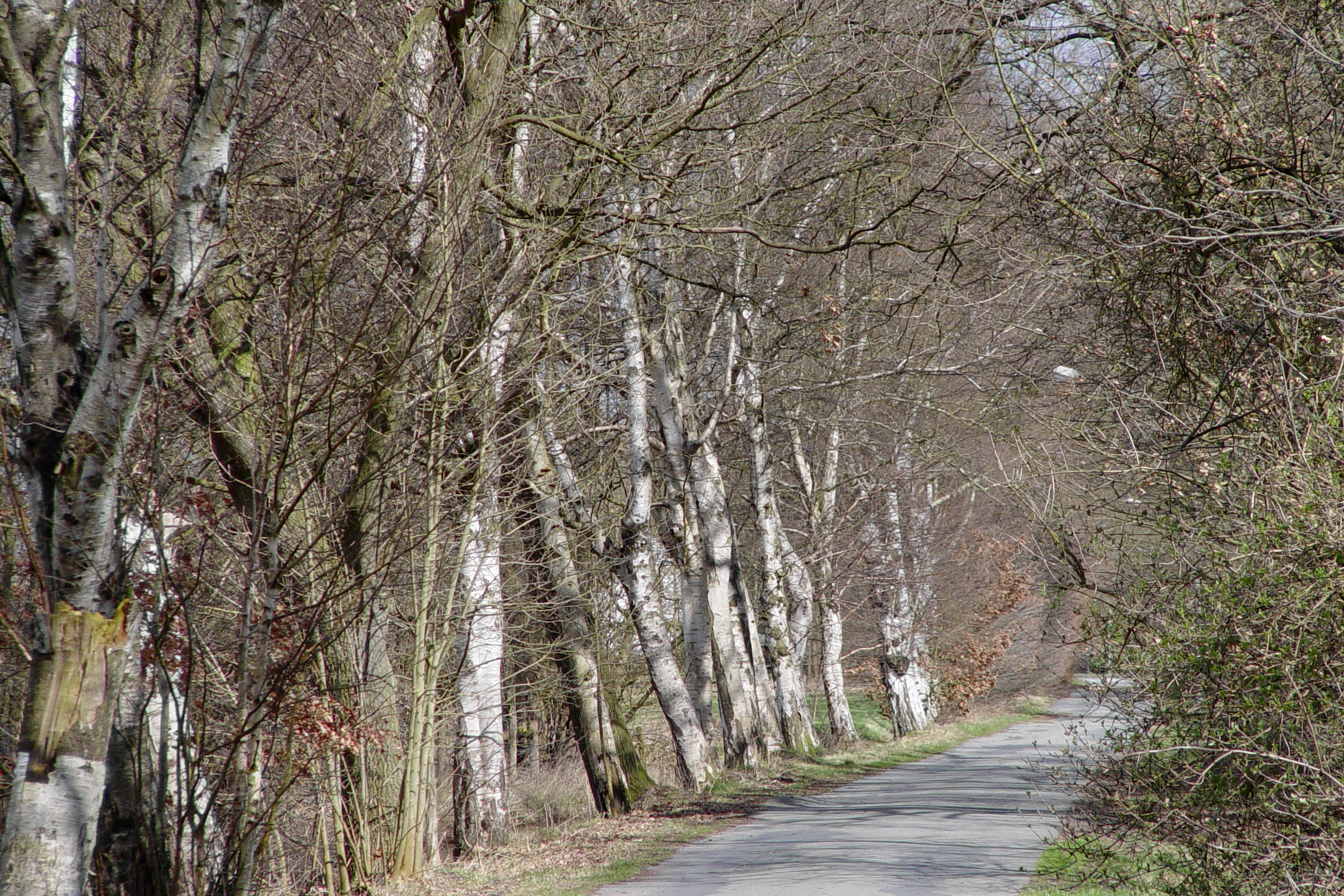
Am Karoxbosteler Mühlenbach bei Jehrden